# Dove Award
Dove Award je americké ocenění udělované každoročně společností GMA (Gospel Music Association) už od roku 1969.

## Ocenění
Ceremoniál předávání cen se odehrával v Nashville, ale od roku 2011 je přesunut od Atlanty.

## Hlavní ocenění
Sedm mezi-žánrových ocenění.
General
- Song of the Year (pro skladatele nebo vydavatele)
- Male Vocalist of the Year
- Female Vocalist of the Year
- Group of the Year
- Artist of the Year
- New Artist of the Year
- Producer of the Year

## Další ocenění
Ostatní ocenění jsou dávána interpretům v konkrétním hudebním žánru
Inspirational
- Inspirational Recorded Song of the Year
- Inspirational Album of the Year

Pop
- Pop/Contemporary Recorded Song of the Year
- Pop/Contemporary Album of the Year

Southern Gospel
- Southern Gospel Recorded Song of the Year
- Southern Gospel Album of the Year

Gospel (soul/black)
- Traditional Gospel[disambiguation needed] Recorded Song of the Year
- Traditional Gospel Album of the Year
- Contemporary Gospel Recorded Song of the Year
- Contemporary Gospel Album of the Year

Musicals
- Musical of the Year
- Youth/Children's Musical of the Year

Praise & Worship
- Worship Song of the Year
- Praise & Worship Album of the Year

Country & Bluegrass
- Country Recorded Song of the Year
- Country Album of the Year
- Bluegrass Recorded Song of the Year
- Bluegrass Album of the Year

Rock
- Rock Recorded Song of the Year
- Rock/Contemporary Recorded Song of the Year
- Rock Album of the Year
- Rock/Contemporary Album of the Year

Rap/Hip Hop & Urban
- Rap/Hip Hop Recorded Song of the Year
- Rap/Hip Hop Album of the Year
- Urban Recorded Song of the Year

Miscellaneous
- Instrumental Album of the Year
- Children's Music Album of the Year
- Spanish Language Album of the Year
- Special Event Album of the Year
- Christmas Album of the Year
- Choral Collection of the Year
- Recorded Music Packaging
- Short Form Music Video of the Year
- Long Form Music Video of the Year